# Afërdita Veveçka Priftaj
Afërdita Veveçka Priftaj (21 de enero de 1948 – 4 de julio de 2017) fue una física albanesa, asociada de la Academia de Ciencias de Albania y profesora de la Universidad Politécnica de Tirana. Su investigación se especializó en metales, evaluando su microestructura y propiedades mecánicas, y los efectos de la deformación plástica severa en materiales nanocristalinos. 

## Primeros años
Veveçka nació el 21 de enero de 1948 en Berat, Albania. Criada en una familia intelectual, completó sus estudios universitarios en física en la Universidad de Tirana en 1970. Nombrada para dar clases en la facultad de física, continuó sus propios estudios, obteniendo un doctorado en 1982, con la tesis «Studimi i ndryshimeve strukturore të aluminit dhe lidhjeve të tij, gjatë përpunimit termik e plastik, me anë të mikroskopisë elektronike» (estudio de los cambios estructurales en el aluminio y sus aleaciones, durante el procesamiento térmico y plástico, mediante microscopía electrónica).

## Carrera
En 1990, Veveçka fue contratada como profesora de física en la Universidad Politécnica de Tirana. Cuatro años más tarde, fue promovida a profesora asociada y en 1999 se convirtió en profesora titular. El enfoque de su enseñanza e investigación fue en la ciencia de materiales, específicamente enfocada a los metales, a su microestructura y propiedades mecánicas. Continuando sus propios estudios en la Universidad del Sur de California en Los Ángeles (1993), en la Universidad de Cambridge (1994), en el Real Instituto de Tecnología (1997–1998) y en la Universidad de Stavanger (2003), además de otras universidades en Alemania, Irlanda, Italia y Polonia, Veveçka estudió los efectos de la deformación plástica grave en los materiales nanocristalinos. Coordinó proyectos científicos para el Programa Nacional de Investigación y Desarrollo, participando en proyectos de investigación conjuntos entre Albania y otros países, como Austria, Grecia, Italia y Eslovenia. Entre los proyectos que lideró se encuentran el estudio albanés-griego de «objetos de cobre prehistóricos de Albania y Grecia» y el estudio albanés-italiano, «refinación del tamaño del grano de las aleaciones metálicas mediante el prensado angular de igual canal».
Entre 1995 y 2004, se desempeñó como editora para la revista «Materials Science and Engineering A». En 2008, fue elegida como asociada de la Academia de Ciencias de Albania y se convirtió en editora de la revista de la Academia, «Journal of Natural and Technical Sciences». En 2012, fue seleccionada como una de las expertas en la evaluación de criterios de actividades conjuntas en la sexta sesión del «Trans-European Mobility Programme for University Studies (TEMPUS)» de la Unión Europea.

## Muerte y legado
Veveçka murió el 4 de julio de 2017 en Viena, Austria, después de una grave enfermedad.

### Citas
1. 1 2 3 4 5 6 7  Gazeta Epavarura, 2017.
2. ↑  Academy of Sciences of Albania, 2016, p. 1.
3. 1 2  Academy of Sciences of Albania, 2017.
4. 1 2  University of Limerick, 2012.
5. ↑  Deda y Mulaj, 2005, p. 84.
6. ↑  Academy of Sciences of Albania, 2016, p. 2.